# Бард (Долина Аосте)
Бард (итал. Bard) је насеље у Италији у округу Долина Аосте, региону Долина Аосте.
Према процени из 2011. у насељу је живело 135 становника. Насеље се налази на надморској висини од 399 м.

## Становништво
| 1931. | 1936. | 1951. | 1961. | 1971. | 1981. | 1991. | 2001. | 2011. |
| ----- | ----- | ----- | ----- | ----- | ----- | ----- | ----- | ----- |
| 208   | 182   | 215   | 186   | 167   | 142   | 161   | 139   | 125   |